# Lili Heglund
Lili Andrea Margrethe Heglund, geb. Sørensen, (* 5. September 1904 in Kopenhagen; † 3. Oktober 1992 ebenda) war eine dänische Schauspielerin.

## Leben
Lili Heglund wuchs als Tochter von Carl Christian Sørensen († 1942) und dessen Frau Jenny Mathilde Nielsen († 1935) in Kopenhagen auf, wo sie auch zeitlebens wohnte.
Nach ihrem Schulabschluss absolvierte sie von 1921 bis 1925 ihre Schauspielausbildung an der Eleveskole des Königlichen Theaters Kopenhagen, wo sie auch ihr Bühnendebüt als Darstellerin hatte. Als Bühnendarstellerin wirkte sie in zahlreichen Theaterstücken, Musicals, Varieté-Shows, Ballett-Aufführungen und in Kabarett-Programmen mit, so unter anderem auch am Betty-Nansen-Theater, am Det Ny-Theater oder am Folketeatret. In ihrer rund sechs Jahrzehnte lang andauernden Karriere wirkte sie von 1938 bis 1986 als Schauspielerin vor der Kamera in mehr als 30 Film-und-Fernsehproduktionen mit.
Lili Heglund war ab dem 15. Mai 1926 bis zu seinem Tod mit dem Schauspieler Knud Heglund (1894–1960) verheiratet, den sie bereits in ihrer Schulzeit kennengelernt hatte. Aus der Ehe gingen zwei Söhne hervor, Jørgen Ole Heglund (1924–?) und Søren Heglund (1928–2023). Sie starb am 3. Oktober 1992 im Alter von 88 Jahren. Ihre Grabstätte befindet sich auf dem Bispebjerg-Friedhof.

## Filmografie (Auswahl)
- 1938: Balletten danser
- 1944: Mordets Melodie
- 1952: Ta Pelle med
- 1954: Hendes store aften
- 1956: Kristiane af Marstal
- 1960: Baronesse
- 1961: Komtessen
- 1963: Fräulein unberührt
- 1966: Nu stiger den
- 1969: Charles
- 1973: Friere
- 1981: Kriegsdotre (Fernsehserie, 1 Folge)
- 1986: Hvor der er vilje, er der Vej